# هنري إدواردز (مخرج أفلام)
هنري إدواردز (بالإنجليزية: Henry Edwards)‏ (و. 1882 – 1952 م) هو مخرج أفلام، وممثل مسرحي، وممثل أفلام، وكاتب سيناريو من المملكة المتحدة، والمملكة المتحدة لبريطانيا العظمى وأيرلندا، توفي عن عمر يناهز 70 عاماً، بسبب نوبة قلبية. من أفلامها سنة واحدة ثمينة 1933.

## وصلات خارجية
- هنري إدواردز على موقع IMDb (الإنجليزية)
- هنري إدواردز على موقع ألو سيني (الفرنسية)
- هنري إدواردز على موقع أول موفي (الإنجليزية)
- هنري إدواردز على موقع قاعدة بيانات برودواي على الإنترنت (الإنجليزية)
- هنري إدواردز على موقع قاعدة بيانات الأفلام السويدية (السويدية)
- هنري إدواردز على موقع قاعدة بيانات الفيلم (الإنجليزية)
- هنري إدواردز على موقع كينوبويسك (الروسية)
- هنري إدواردز على موقع كينوبويسك (الروسية)